# Лебедев, Владимир Георгиевич
Владимир Георгиевич Лебедев (17 апреля 1947, Калинин — 17 ноября 2020, Москва) — российский тромбонист, композитор, аранжировщик, заслуженный артист Российской Федерации (1998).

## Биография
С 13 лет начал играть в оркестрах. Джазом начал заниматься в тверском музыкальном училище, куда поступил в 1962 году.
Впервые выступил на джазовом фестивале в 1966 году в составе Игоря Яхилевича.
Традиционный джаз начал играть с 1966 года в джаз-оркестре Леонида Утёсова. Композиции учился у Юрия Маркина.
В 1980-1990-е годы стал лауреатом многих фестивалей джазовых и духовых оркестров в Монреале, Лондоне, Сан-Франциско. На фестивале в Орландо (Флорида) был награждён «Золотым Тромбоном». Также Владимир Лебедев — обладатель легендарного тромбона, подаренного ему семьей Гленна Миллера в 1997 году.
Владимир Лебедев — автор аранжировок, сыгранных ансамблем «Moscow Jazz Band» для многих известных эстрадных и джазовых исполнителей, таких как: Иосиф Кобзон, Лариса Долина, Александр Малинин, Надежда Бабкина, Маша Распутина, Тамара Гвердцители, Валерий Сюткин, Илона Броневицкая, Дебора Браун и другие. Кроме того, «Moscow Jazz Band» является регулярным участником радио- и телепрограмм.
Умер в 2020 году. Прах захоронен в колумбарии на Ваганьковском кладбище.